# Соціальна реабілітація
Соціа́льна реабіліта́ція — комплекс державних та суспільних заходів, спрямованих на створення і забезпечення умов для соціальної інтеграції людини з інвалідністю в суспільство, відновлення його соціального статусу та здатності до самостійної суспільної і родинно-побутової діяльності шляхом орієнтації у соціальному середовищі, соціально-побутової адаптації, різноманітних видів патронажу і соціального обслуговування.

## Різновиди
Дослівно означає поновлення здатностей і застосовується в контексті медико-соціальної роботи. В інших контекстах вживаються близькі за значенням поняття:
- Ресоціалізація
- Реадаптація

Основні види соціальної реабілітації: медична (в тому числі лікувальна), оздоровча, фізична, професійна (в тому числі трудова), освітня, психологічна, психіатрична, педагогічна тощо.